# Ettelbruck
Ettelbruck (lb. Ettelbréck, niem. Ettelbrück) − miasto i gmina (gemeng / commune / Gemeinde) w środkowym Luksemburgu, w kantonie Diekirch. Do 3 października 2015 gmina leżała w dystrykcie Diekirch. Leży nad rzekami: Sûre oraz Alzette.

## Podział administracyjny
Do gminy należą trzy miejscowości, w tym trzy (Uertschaft) oraz żaden lieu-dit:
1. Ettelbruck (Ettelbréck / Ettelbrück)
2. Grentzingen (Grenzen)
3. Warken (Waarken)

## Transport
W mieście znajduje się stacja kolejowa Ettelbruck.

## Sport
W mieście ma swoją siedzibę klub piłkarski Etzella Ettelbruck, grający w sezonie 2015/2016 w Nationaldivisioun.